# Sixten Jernberg
Edy Sixten Jernberg (6. února 1929 Lima – 14. července 2012 Mora) byl švédský běžec na lyžích.
Získal devět olympijských medailí, z toho čtyři zlaté (50 km v Cortině d'Ampezzo 1956, 30 km ve Squaw Valley 1960, 50 km a štafeta 4 x 10 km v Innsbrucku 1964), tři stříbrné (15 a 30 km v Cortině d'Ampezzo, 15 km ve Squaw Valley) a dvě bronzové (štafeta 4 x 10 km v Cortině d'Ampezzo, 15 km v Innsbrucku). Získal také čtyři zlaté medaile z mistrovství světa, dvě z Lahti v roce 1958 a dvě ze Zakopaneho z roku 1962.